# Festival du film de Sundance 2022
Le festival du film de Sundance 2022, 38e édition du festival (38th Sundance Film Festival), organisé par le Sundance Institute, se déroule du 20 janvier au 30 janvier 2022.

## Déroulement et faits marquants
En raison de la pandémie de Covid-19, cette édition est présentée comme « hybride ».
Les films présentés sont annoncés le 9 décembre 2021.
Le film Nanny de Nikyatu Jusu remporte le Grand Prix, le film Cha Cha Real Smooth de Cooper Raiff remporte le prix du public.

## Sélection

### En compétition

#### US Dramatic Competition
- 892 d'Abi Damaris Corbin
- Alice de Krystin Ver Linden
- Blood de Bradley Rust Gray
- Cha Cha Real Smooth de Cooper Raiff
- Dual de Riley Stearns
- Emergency de Carey Williams
- Master de Mariama Diallo
- Nanny de Nikyatu Jusu
- Palm Trees and Power Lines de Jamie Dack
- Watcher de Chloe Okuno

#### US Documentary Competition
- Aftershock de Paula Eiselt et Tonya Lewis Lee
- Descendant de Margaret Brown
- The Exiles de Ben Klein et Violet Columbus
- Fire of Love de Sara Dosa
- Free Chol Soo Lee de Julie Ha et Eugene Yi
- I Didn’t See You There de Reid Davenport
- The Janes de Tia Lessin et Emma Pildes
- Jihad Rehab de Meg Smaker
- TikTok, Boom. de Shalini Kantayya

#### World Cinema Dramatic Competition
- Brian And Charles de Jim Archer
- The Cow Who Sang A Song Into The Future de Francisca Alegría
- Dos Estaciones de Juan Pablo González
- Gentle d'Anna Eszter Nemes et László Csuja
- Girl picture d'Alli Haapasalo
- Klondike de Maryna Er Gorbach
- Leonor Will Never Die de Martika Ramirez Escobar
- Marte Um (Mars One) de Gabriel Martins
- Utama d'Alejandro Loayza Grisi
- You Won't Be Alone de Goran Stolevski

#### World Cinema Documentary Competition
- All That Breathes de Shaunak Sen
- Calendar Girls de Maria Loohufvud et Love Martinsen
- A House Made of Splinters de Simon Lereng Wilmont
- Midwives de Snow Hnin Ei Hlaing
- The Mission de Tania Anderson
- Nothing Compares de Kathryn Ferguson
- Sirens de Rita Baghdadi
- Tantura de Alon Schwarz
- The Territory de Alex Pritz
- We Met in Virtual Reality de Joe Hunting

### Hors compétition

#### Premières
- 2nd Chance de Ramin Bahrani
- Am I OK? de Stephanie Allynne et Tig Notaro
- Brainwashed: Sex-Camera-Power de Nina Menkes
- Call Jane de Phyllis Nagy
- DOWNFALL: The Case Against Boeing de Rory Kennedy
- Emily the Criminal de John Patton Ford
- God's Country de Julian Higgins
- Good Luck to You, Leo Grande de Sophie Hyde
- Honk for Jesus, Save Your Soul d'Adamma Ebo
- jeen-yuhs: A Kanye Trilogy de Clarence “Coodie” Simmons et Chike Ozah
- La Guerra Civil d'Eva Longoria Bastón
- Living d'Oliver Hermanus
- Lucy and Desi d'Amy Poehler
- My Old School de Jono McLeod
- The Princess d'Ed Perkins
- Resurrection d'Andrew Semans
- Sharp Stick de Lena Dunham
- To The End de Rachel Lears
- We Need to Talk About Cosby de W. Kamau Bell
- When You Finish Saving the World de Jesse Eisenberg

## Palmarès

### Longs métrages

#### US Dramatic Competition
- Grand Jury Prize : Nanny de Nikyatu Jusu
- Audience Award : Cha Cha Real Smooth de Cooper Raiff
- Directing Award : Jamie Dack pour Palm Trees and Power Lines

#### US Documentary Competition
- Grand Jury Prize : The Exiles de Ben Klein et Violet Columbus
- Audience Award : Navalny de Daniel Roher
- Directing Award : Reid Davenport pour I Didn’t See You There

#### World Cinema Dramatic Competition
- Grand Jury Prize : Utama d'Alejandro Loayza Grisi
- Audience Award : Girl picture de Alli Haapasalo
- Directing Award : Maryna Er Gorbach pour Klondike

#### World Cinema Documentary Competition
- Grand Jury Prize : All That Breathes de Shaunak Sen
- Audience Award : The Territory de Alex Pritz
- Directing Award : Simon Lereng Wilmont pour A House Made of Splinters